# Prammatica Sanzione
Nel tardo Impero romano, la Prammatica Sanzione (Pragmatica Sanctio, in latino) era una costituzione imperiale che affrontava temi di particolare rilevanza ed interesse generale la quale, promulgata su richiesta di un alto funzionario, entrava in vigore appena pubblicata. Nel periodo antico, la più conosciuta è quella emessa al termine della guerra gotica dall'imperatore Giustiniano I su richiesta di papa Vigilio per sancire il ritorno dell'Italia sotto il dominio diretto dell'impero. Nel Medioevo e fino all'Ottocento, lo stesso termine designava una disposizione di carattere generale, emanata dall'Imperatore del Sacro Romano Impero.

## Principali Prammatiche Sanzioni
- La Pragmatica sanctio pro petitione Vigilii, emanata dall'Imperatore Giustiniano I nel 554, con la quale il sovrano cancellava il sistema amministrativo e patrimoniale proprio della dominazione ostrogota sull'Italia ed estendeva la legislazione imperiale (Corpus iuris civilis) alla penisola, dopo aver sconfitto i Goti (guerra gotica). L'editto venne emanato "su richiesta di papa Vigilio": tale affermazione ricorse all'apocrifo riferimento a papa Vigilio (allora prigioniero a Costantinopoli a causa della disputa tricapitolina), sfruttandone la riconosciuta autorità.
- La cosiddetta "Prammatica Sanzione di Luigi IX", riguardante varie riforme inerenti al clero, era un falso del XV secolo, retrodatato al marzo 1269.
- La "Prammatica Sanzione di Bourges" venne emanata da re Carlo VII il 7 luglio 1438 per limitare il potere della Chiesa di Roma all'interno dell'organizzazione del clero francese. Con questo atto stabiliva l'elezione dei vescovi e degli abati da parte del clero locale francese, che avrebbe comunque dovuto ascoltare le indicazioni del sovrano. Questo atto costituisce uno dei momenti più importanti del consolidamento del gallicanesimo nella storia francese. La Prammatica Sanzione di Bourges venne soppressa da Luigi XI e ripristinata da Carlo VIII e Luigi XII. Venne poi definitivamente abrogata con il Concordato di Bologna del 1516, firmato a Bologna da Antoine Duprat, cancelliere di Francesco I, per conto di quest'ultimo e da papa Leone X.
- La "Prammatica Sanzione del 1439", promulgata da alcuni principi regnanti tedeschi il 26 marzo 1439, accettava alcuni decreti del Concilio di Basilea pur con alcune modifiche. È però da sottolineare che il termine Prammatica Sanzione per questo documento è improprio, poiché fu un atto di principi subordinati all'Imperatore e privi del beneplacito di quest'ultimo.
- La "Prammatica Sanzione del 1549" rendeva per volontà di Carlo V il territorio delle diciassette province dei Paesi Bassi, poste sotto il suo diretto dominio, come un'entità territoriale integrata e con statuti di autonomia rispetto all'Impero.
- La "Prammatica Sanzione del 1713" era un documento con il quale l'imperatore Carlo VI d'Asburgo voleva estendere l'ereditarietà dei suoi territori all'interno dell'Impero a sua figlia Maria Teresa e garantire l'elezione a imperatore del marito di lei Francesco di Lorena/Toscana, poiché non aveva avuto eredi maschi (l'unico figlio maschio, Leopoldo Giovanni, morirà nel 1716 a soli sette mesi) e voleva far continuare la dinastia. Perché tale legge fosse ritenuta valida, era necessario il riconoscimento di tutti gli altri Stati e ciò avvenne, dopo aspre lotte, con la Pace di Aquisgrana del 1748 e garantì così la successione di Maria Teresa, che era diventata sovrana dei domini ereditari degli Asburgo nel 1740.
- La "Prammatica Sanzione del 1759", fu promulgata da Carlo III di Spagna per ordinare la successione dei regni di Spagna, Napoli e Sicilia (Due Sicilie) e del ducato di Parma e Piacenza.
- La "Prammatica Sanzione del 1830", licenziata il 29 marzo 1830 da re Ferdinando VII di Spagna, ratificava un decreto del 1789 di Carlo IV di Spagna, che aveva sostituito il sistema semi-salico stabilito da Filippo V con un sistema misto di successione.